# Mimas (Mond)
Mimas (auch Saturn I) ist der zehnte und siebtgrößte der 274 bekannten Monde sowie der kleinste unter den weitgehend runden Monden des Planeten Saturn. Er ist ein Eismond und könnte einen subglazialen Ozean besitzen.

## Entdeckung und Benennung
Mimas wurde am 17. September 1789 von dem britischen Astronomen Wilhelm Herschel mit dessen 48-Zoll-Spiegelteleskop entdeckt.
Mimas war der 7. entdeckte Saturnmond und der 13. entdeckte Mond im gesamten Sonnensystem. Durch seine am nächsten zu Saturn liegende Umlaufbahn wurde er als innerster der sieben bis dahin bekannten großen Saturnmonde von der Internationalen Astronomischen Union (IAU) mit der römischen Nummerierung I bezeichnet.
Benannt wurde der Mond nach dem Giganten Mimas aus der griechischen Mythologie. Nach der Nomenklatur der IAU werden für Chasmata auf Mimas sowohl Namen von Riesen aus der griechischen Mythologie als auch Namen aus der Artussage verwendet.
Der Name „Mimas“ und weiterer sieben Saturnmonde wurde von Wilhelm Herschels Sohn, dem Astronomen John Herschel, in einer 1847 erschienenen Veröffentlichung (Results of Astronomical Observations made at the Cape of Good Hope) vorgeschlagen. Sie sollten nach Geschwistern des Titanen Kronos benannt werden, der dem römischen Saturn entspricht.

## Bahneigenschaften

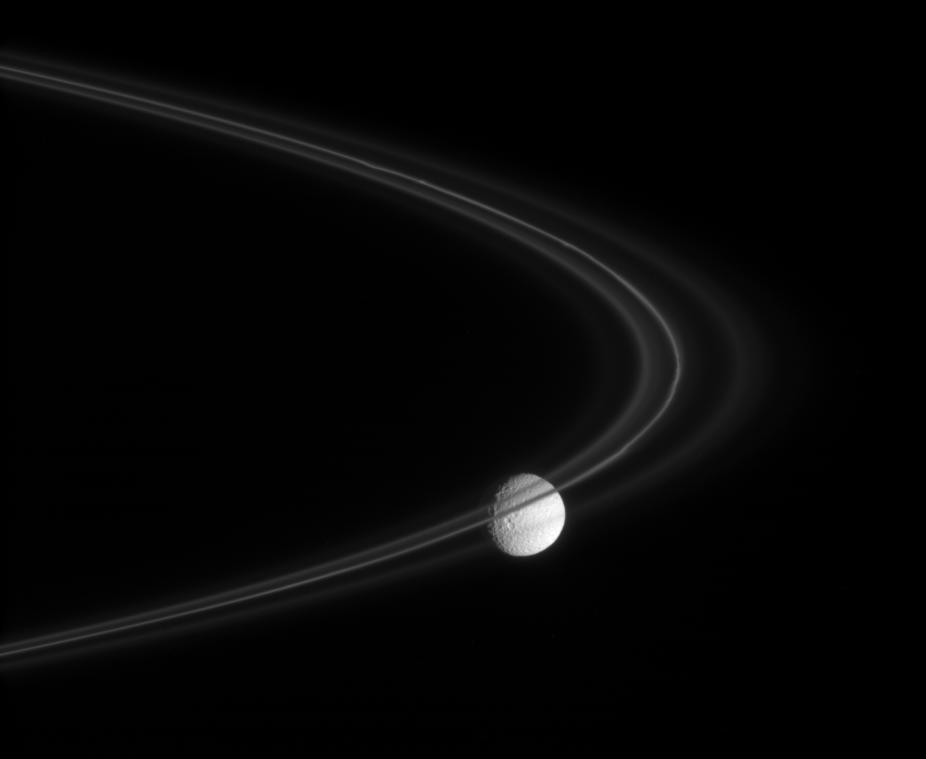
Mimas hinter dem F-Ring. Cassini, Januar 2008.

### Umlaufbahn
Mimas umkreist Saturn auf einer prograden, fast perfekt kreisförmigen Umlaufbahn in einem mittleren Abstand von 185.520 km (ca. 3 Saturnradien) von dessen Zentrum, also etwa 125.000 km über dessen Wolkenobergrenze. Die Bahnexzentrizität beträgt 0,0202, die Bahn ist 1,53° gegenüber dem Äquator von Saturn geneigt, liegt also fast in der Äquatorebene des Planeten. Die Bahn variiert in der Entfernung zu Saturn um etwa 7.500 km.
Die Umlaufbahn des nächstinneren Mondes Aegaeon ist im Mittel etwa 17.900 km vom Orbit von Mimas entfernt, die Entfernung der Bahn des nächstäußeren Mondes Methone beträgt im Mittel etwa 8.900 km.
Mimas umläuft Saturn in 22 Stunden, 37 Minuten und 5,2 Sekunden. Er benötigt für einen Umlauf 3 Stunden und etwa 14 Minuten länger als der innere Nachbar Aegaeon.

### Bahnresonanzen
Mimas hat durch eine Reihe verschiedener Bahnresonanzen einen erheblichen Einfluss auf seine Nachbarschaft. Er ist durch seine Schwerkraft dafür verantwortlich, dass die 4.800 km breite Cassinische Teilung, die den A-Ring vom B-Ring trennt, weitgehend frei von Ringmaterial bleibt. Mimas besitzt offensichtlich genug Masse, um die Teilung leer zu halten, obschon bei naher Betrachtung immer noch kleine Teilchen vorhanden sind, die Cassinische Teilung also nur aus der Ferne dunkel und leer erscheint. Die Teilchen in der Huygens-Lücke innerhalb der Teilung weisen eine 2:1-Bahnresonanz mit Mimas auf. Sie werden wiederholt von Mimas in immer der gleichen Richtung angezogen, wodurch sie auf eine äußere Bahn geraten. Die Grenze zwischen dem B- und C-Ring befindet sich in einer 3:1-Resonanz mit Mimas.
Der Mond befindet sich zudem in einer 2:3-Resonanz mit dem F-Ring-Schäfermond Pandora sowie einer 7:6-Bahnresonanz mit seinem inneren Nachbarn Aegaeon und dem G-Ring – dessen innere Ringkante sich etwa 15.000 km innerhalb der Umlaufbahn von Mimas erstreckt – wobei Mimas eine Pendelbewegung von Aegaeons Großer Bahnhalbachse verursacht, die während einer geschätzten Periode von 4 Jahren etwa vier Kilometern abweicht.
Zusätzlich befindet sich Mimas in einer 15:14-Bahnresonanz mit seiner unmittelbar nächstäußeren Nachbarin Methone (mit einer 450-tägigen Librationszeit), deren Umlaufbahn von Mimas stark gestört wird. Der viel massigere Mimas verursacht dadurch Abweichungen in der Methone-Bahn von etwa 20 km. Etwas stärker noch wird die kleinere Anthe von Mimas, mit dem sie sich in einer 10:11-Bahnresonanz befindet, gestört. Etwas weniger stark fällt die Bahnstörung auf Pallene aus.
Außerdem befindet sich Mimas in einer 2:1-Resonanz mit Tethys, einer 3:1-Resonanz mit Dione und schließlich in einer angenäherten 3:2-Resonanz mit Enceladus.

### Rotation
Die Rotationszeit ist gleich der Umlaufzeit und Mimas weist damit, wie der Erdmond, eine synchrone Rotation auf, die sich somit ebenfalls binnen 22 Stunden, 37 Minuten und 5,2 Sekunden vollzieht. Die Rotationsachse ist 0,005° gegenüber der Umlaufbahn geneigt.

## Physikalische Eigenschaften

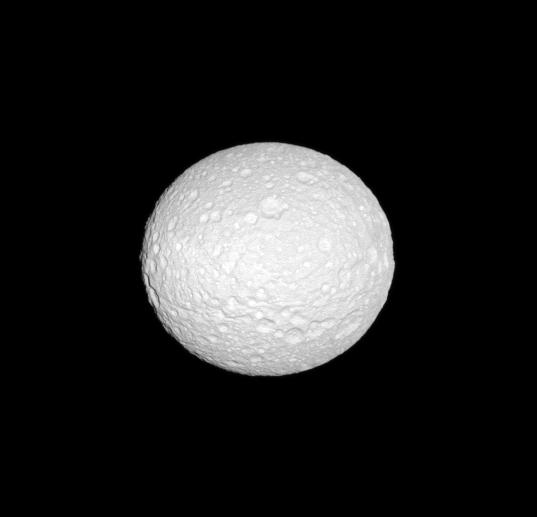
Ellipsoid Mimas, aufgenommen am 14. Oktober 2009 aus 273.000 km Entfernung von Cassini.

### Größe

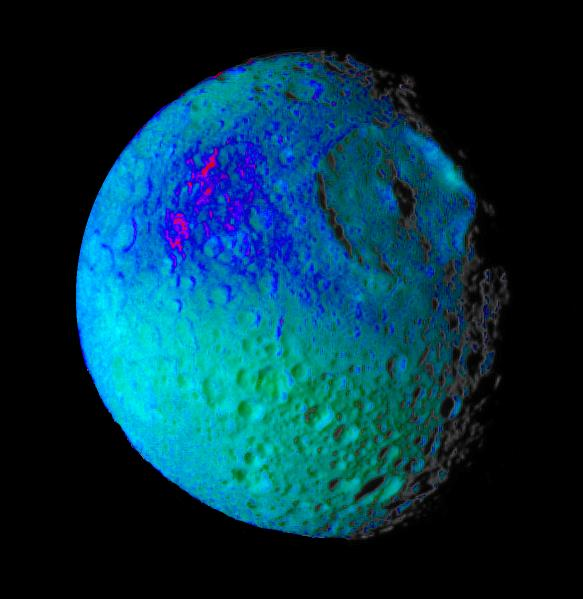
Falschfarbenaufnahme von Mimas vom 2. August 2005 mit Hinweisen auf eine unterschiedliche Zusammensetzung der Oberfläche

Mimas hat einen mittleren Durchmesser von 396,6 km. Auf den Aufnahmen der Cassini- und Voyager-Sonden erscheint Mimas als ein im Vergleich zu seiner relativ geringen Größe bemerkenswert runder Körper mit Abmessungen von 414,8 km × 394,4 km × 381,4 km, wobei die Längsachse auf Saturn ausgerichtet ist. Er gilt als der kleinste bekannte astronomische Körper, der durch seine eigene Schwerkraft eine runde Form besitzt, sich also im hydrostatischen Gleichgewicht befindet. Die Abweichung von etwa 10 % ist auf die Gezeitenkräfte von Saturn zurückzuführen, was dem Mond die Form eines Ellipsoids verleiht. Mimas ist der siebtgrößte Saturnmond und rangiert im gesamten Sonnensystem auf dem 20. Platz bei allen Planetenmonden.
Von der Größe her ist Mimas am ehesten mit dem zweitgrößten Neptunmond Proteus oder dem drittgrößten Hauptgürtel-Asteroiden Hygiea zu vergleichen.
Die Gesamtfläche von Mimas beträgt etwa 490.000 km², dies entspricht in etwa der Fläche von Spanien.

### Innerer Aufbau
Die mittlere Dichte von Mimas ist mit 1,15 g/cm³ weitaus geringer als die der Erde, liegt jedoch höher als die Dichte von Saturn. Dies weist darauf hin, dass der Mond überwiegend aus Wassereis mit einem geringen Anteil an silikatischem Gestein zusammengesetzt ist. Da die Dichte von Mimas etwas höher liegt als die Dichte von Wasser – das als einzige Komponente spektroskopisch gesichert nachgewiesen werden konnte –, ist es möglich, dass Mimas ein differenzierter Körper ist, der einen kleinen Gesteinskern mit einem dicken Mantel aus Wassereis aufweist.
Untersuchungen von Cassini-Daten im Oktober 2014 lassen darauf schließen, dass entweder der Kern des Mondes unförmig ist und eine ähnliche Form wie ein Football aufweist oder Mimas einen flüssigen subglazialen Ozean besitzt.
Ein solcher Ozean müsste sich etwa 24 bis 31 Kilometer tief unter der Oberfläche befinden, etwa 70 bis 80 Kilometer tief und bis zu 25 Millionen Jahre alt sein. Da Mimas jedoch zu klein ist, um genügend Wärme für flüssiges Wasser im Inneren zu produzieren, bräuchte es andere Energiequellen. Eine Möglichkeit wäre, dass Mimas früher einen weit elliptischeren Orbit hatte und so durch Gezeitenkräfte genügend Wärme für einen Ozean produzieren konnte. Auch wenn ein Ozean auf Mimas eine Überraschung für die Wissenschaftler wäre, ergaben Modellrechnungen für die Möglichkeit eines unförmigen Kerns, dass der Mond dann selbst anders geformt sein müsste, als er es ist.

### Oberfläche

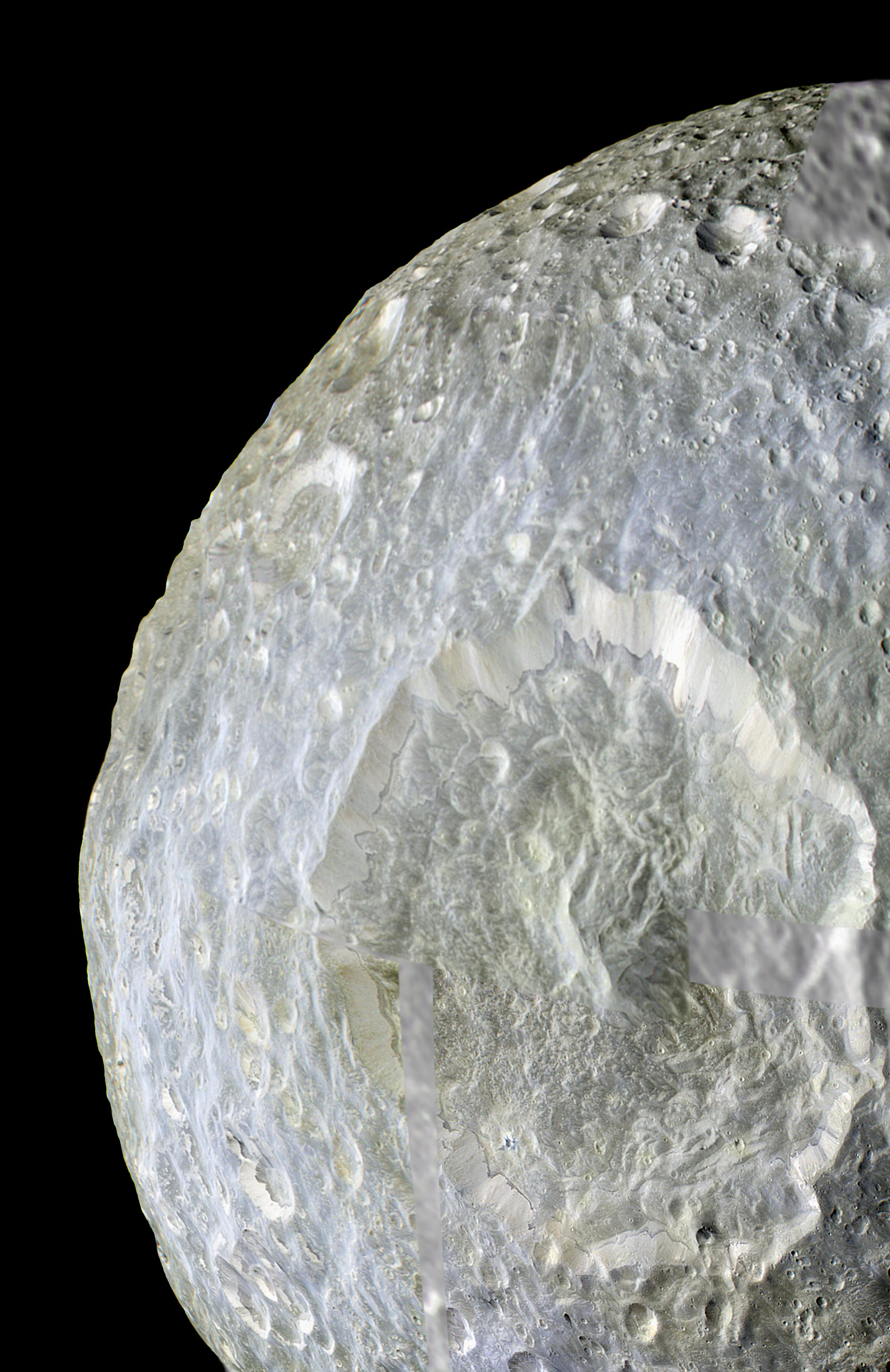
Farbunterschiede auf Mimas um den Krater Herschel.

Mimas besitzt eine Albedo von etwa 0,6, was bedeutet, dass er 60 % des eingestrahlten Sonnenlichts reflektiert. An seiner Oberfläche beträgt die Schwerebeschleunigung 0,064 m/s², dies entspricht weniger als ein Prozent der irdischen.
Das auffälligste Merkmal seiner Oberfläche ist der 139 km große Krater Herschel.

#### Färbung
Für die Farbe von Mimas wird im sichtbaren Licht ein einheitliches Grau oder eine leicht gelbliche Färbung angenommen, wobei die Oberfläche leichte Unterschiede in der Farbe aufweist. Es wurde zunächst angenommen, dass die Farbe auf Mimas aufgrund des stetigen Bombardements von Mikrometeoriten aus dem E-Ring einheitlich sein müsste, doch in und um den größten Krater Herschel besitzt das umgebende Gelände eine leicht bläuliche Färbung, deren Ursprung nicht vollständig verstanden ist; vermutlich gründet dieser Umstand auf einer leicht unterschiedlichen Zusammensetzung des Oberflächenmaterials.
Auf den Bildern der Raumsonde Cassini sind dunkle Streifen in den Wänden verschiedener Krater zu sehen, die oft von dunklen Verunreinigungen an den Kraterrändern erzeugt werden, die die Hänge herunterrutschen. Wahrscheinlich sind die Quellen dieser verunreinigten Ablagerungen kleine Krater älteren Datums mit von Mikrometeoriten gespeisten dunklen Kraterböden, die von einer Decke von ausgeworfenem Material durch neuere Einschläge begraben wurden und durch die neu entstandenen Kraterwände teilweise freigelegt wurden. Schließlich lösten sich die dunklen Stellen ab und rutschten die Kraterwände herunter, was die Streifen erzeugte. Manchmal können als Ursprung auch kleine Krater mit dunklen Böden erkannt werden, die von neueren größeren Kratern überlagert und geschnitten wurden. Die Bilder zeigen auch dunkle Markierungen entlang den unteren Teilen der Kraterwände. Die Cassini-Wissenschaftler interpretieren diese als Beweis einer schrittweise verlaufenden Konzentration von Verunreinigungen durch das Verdampfen von hellem eishaltigem Material durch die Sonne und das Vakuum des Weltraums.

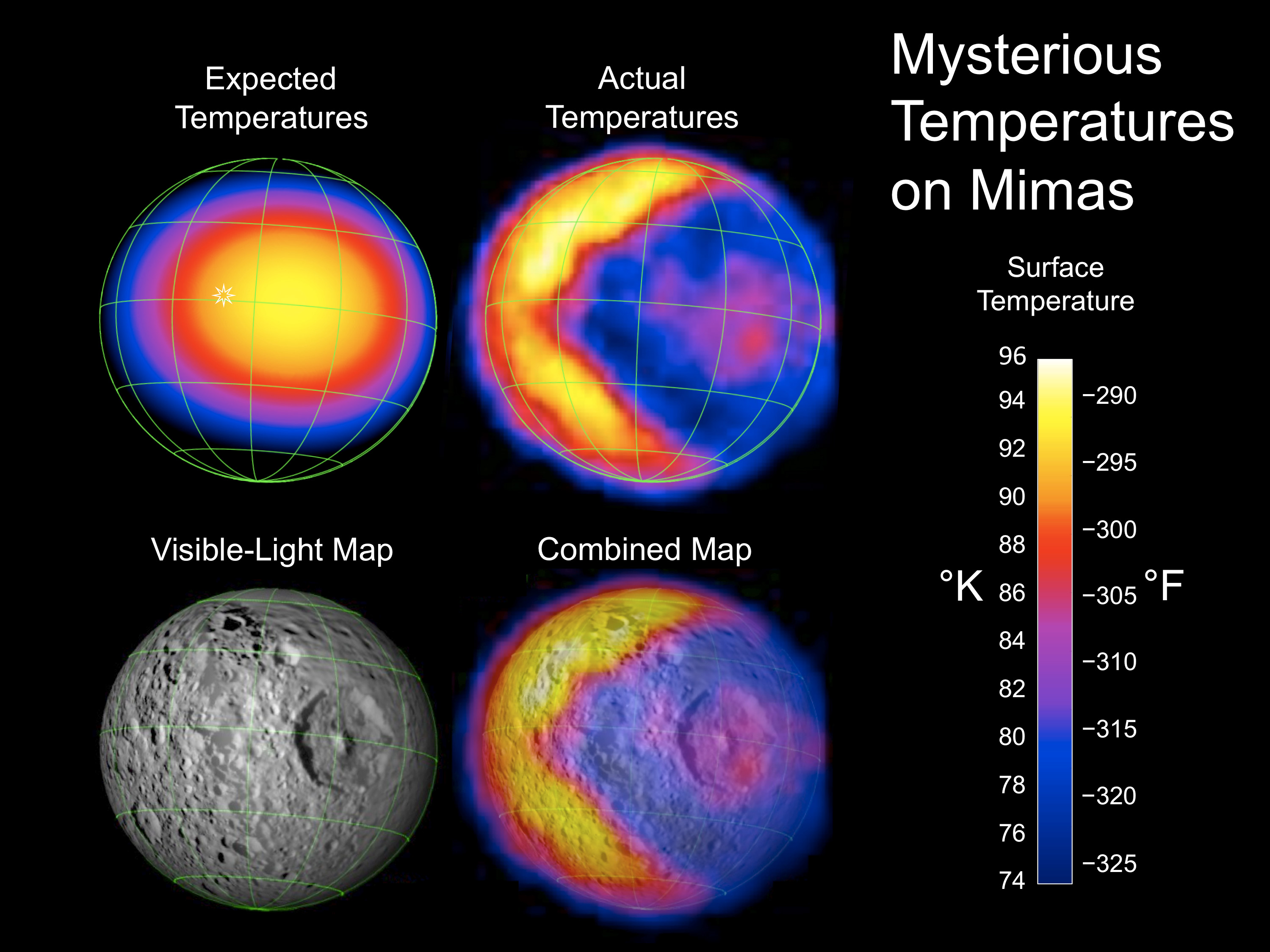
Temperaturkarte von Mimas aus Daten von Cassini

#### Temperaturen
Die Oberflächentemperatur von Mimas beträgt 77 bis 92 K. Im Jahr 2010 veröffentlichte die NASA eine Temperaturkarte von Mimas, wonach die Temperaturen jedoch entgegen den Erwartungen ungleichmäßig verteilt sind. Es wurde erwartet, dass sie analog zur Erde am frühen Nachmittag am Äquator am höchsten seien, doch die wärmsten Regionen auf Mimas sind gemäß den Karten in der Nähe des Morgenterminators – in jenem Bereich, in dem die Sonne gerade erst aufgegangen war – sowie in den beiden Polarregionen zu finden.
Die Temperaturen sind auf Teilen der saturnabgewandten Hemisphäre etwa 20 K höher als in der Gegend um den Krater Herschel und dabei ungewöhnlich scharf begrenzt; die V-förmige Temperaturverteilung auf den Karten erinnert dadurch an die Form des Videospielcharakters Pac-Man. Die wärmeren Gegenden haben typische Temperaturen von um die −181 °C (92 K), während die kälteren Gegenden auf den Karten etwa −196 °C (77 K) aufweisen. Man nimmt an, dass dies auf leichte Unterschiede in der Zusammensetzung des Oberflächenmaterials herrührt; es ist möglich, dass die Oberfläche der wärmeren Gegenden aus einer Art von Pulverschnee besteht, die eine niedrigere Dichte aufweisen und die Wärme daher besser speichert. Andererseits besitzt das Oberflächenmaterial der kälteren Gegenden möglicherweise eine größere Wärmeleitfähigkeit, sodass die solare Energie unter die Oberfläche sickert, anstatt die Oberfläche zu erwärmen. Es ist auch möglich, dass die kalten Gegenden mit dem Herschel-Einschlag zu tun haben, der Eis geschmolzen und das Wasser in der Umgebung verteilt haben kann. Dieses wäre sehr schnell gefroren und hätte eine dichtere Eisschicht zurückgelassen. Es ist jedoch schwer zu verstehen, warum diese dichtere Schicht intakt geblieben wäre, da Mikrometeoriten und größere Trümmer diese inzwischen auch pulverisiert haben müssten. Weshalb die thermale Leitfähigkeit so große Unterschiede und die Temperaturverteilung so abrupte Grenzen aufweisen kann, ist nicht hinreichend geklärt.

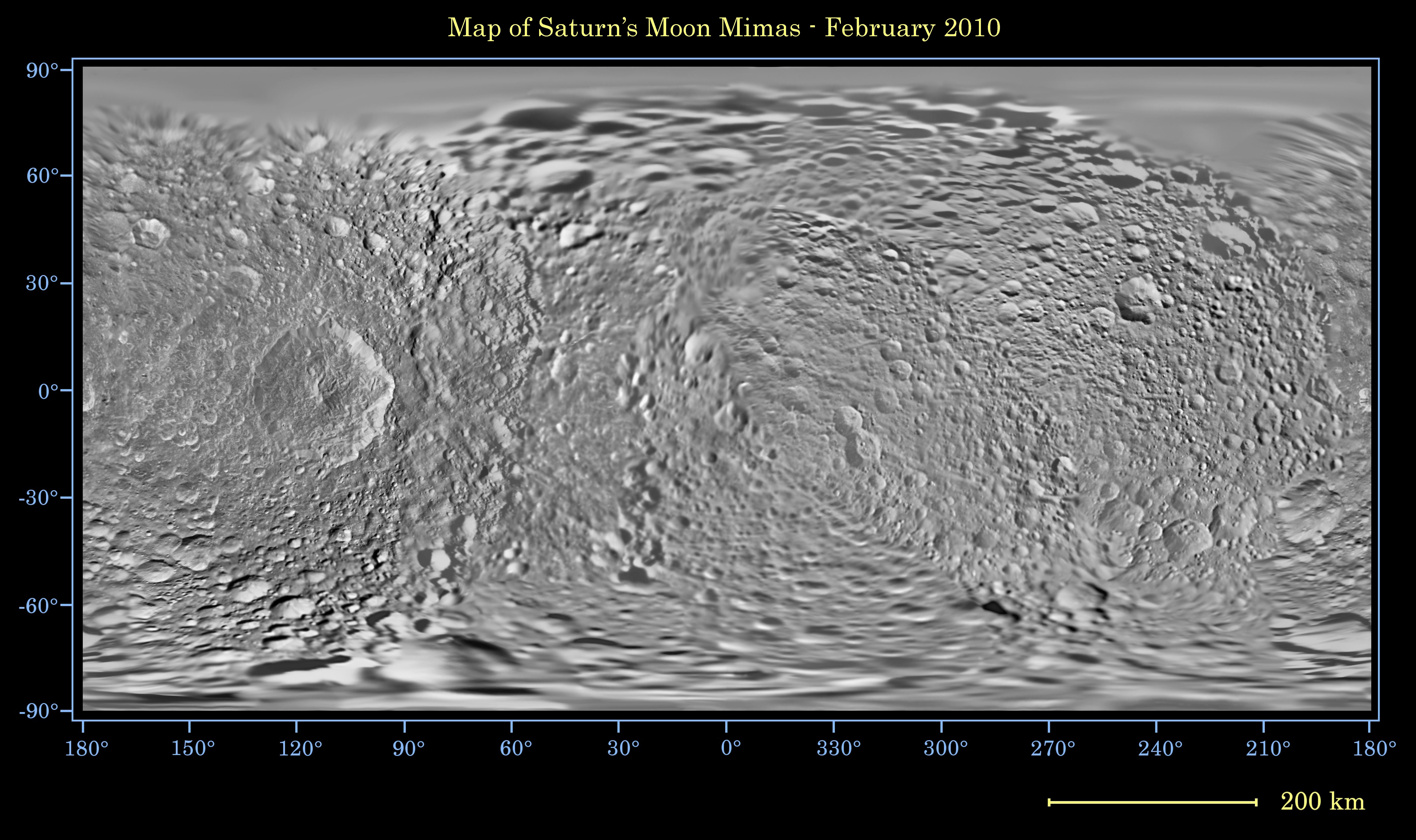
Globale Karte von Mimas aus Daten von Cassini und zum Teil von Voyager

In und um den Krater Herschel selbst sind die Temperaturen ebenfalls leicht höher (−189 °C / 84 K) als in der Umgebung. Grund hierfür sind die hohen Kraterwände, die die Hitze innerhalb des Kraters speichern können.
Die Temperaturen auf Mimas stellen die Wissenschaftler allgemein vor ein Rätsel, da sich der Mond näher an Saturn befindet als Enceladus und seine Umlaufbahn im Vergleich exzentrischer ist. Daher müsste Mimas stärkeren Gezeitenkräften ausgesetzt sein als Enceladus. Dieser besitzt noch heute aktive kryovulkanische Geysire, während Mimas eine der am stärksten verkraterten Oberflächen im Sonnensystem besitzt; dies weist auf eine über lange Zeiträume gefrorene Oberfläche hin. Dieses Paradoxon inspirierte die Wissenschaftler zum sogenannten Mimas-Test: Demnach muss jede Theorie, die das teilweise aufgetaute Wasser von Enceladus erklärt, auch das komplett gefrorene Wasser auf Mimas erklären.

#### Kratergelände

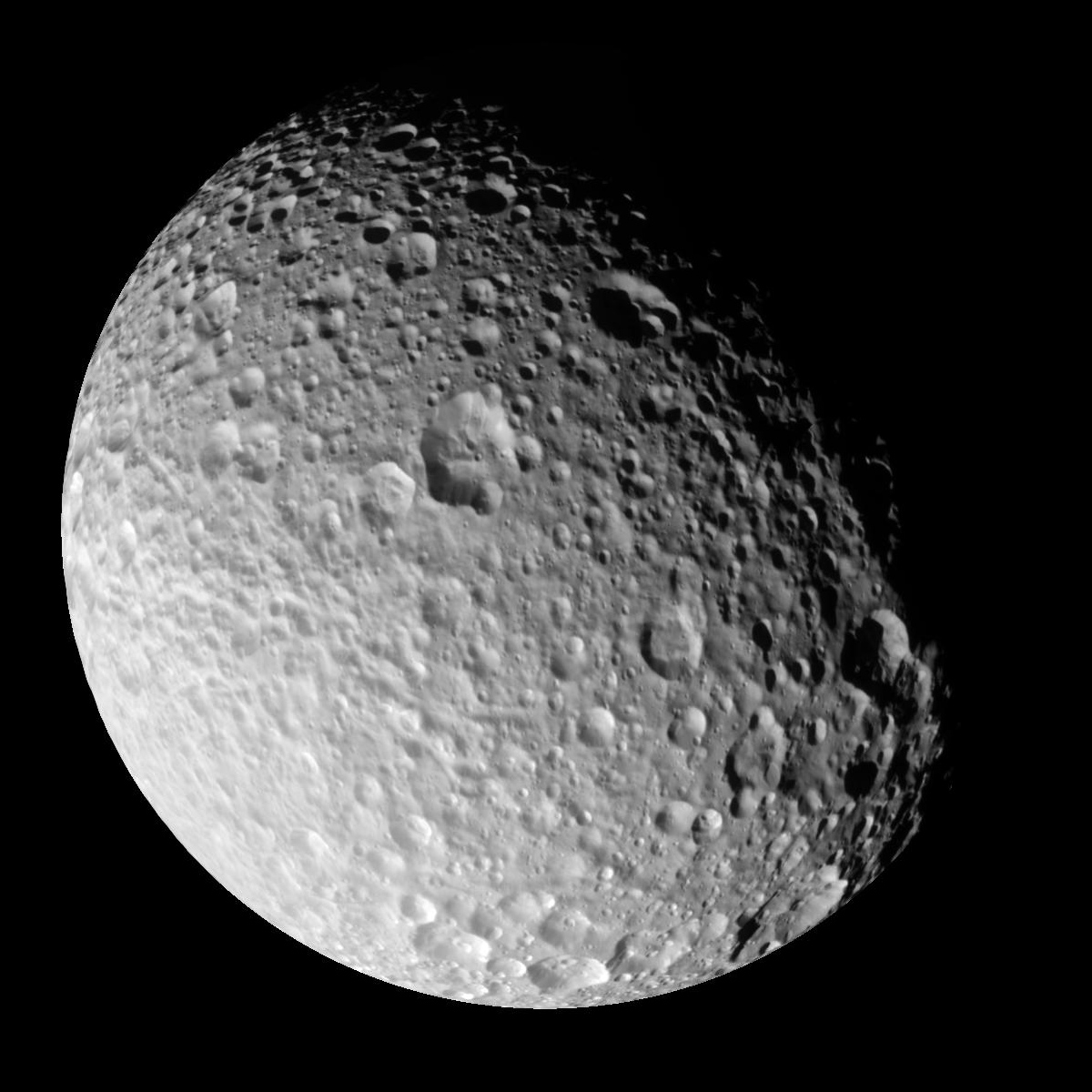
Folgende Hemisphäre von Mimas, aufgenommen 2005 von Cassini

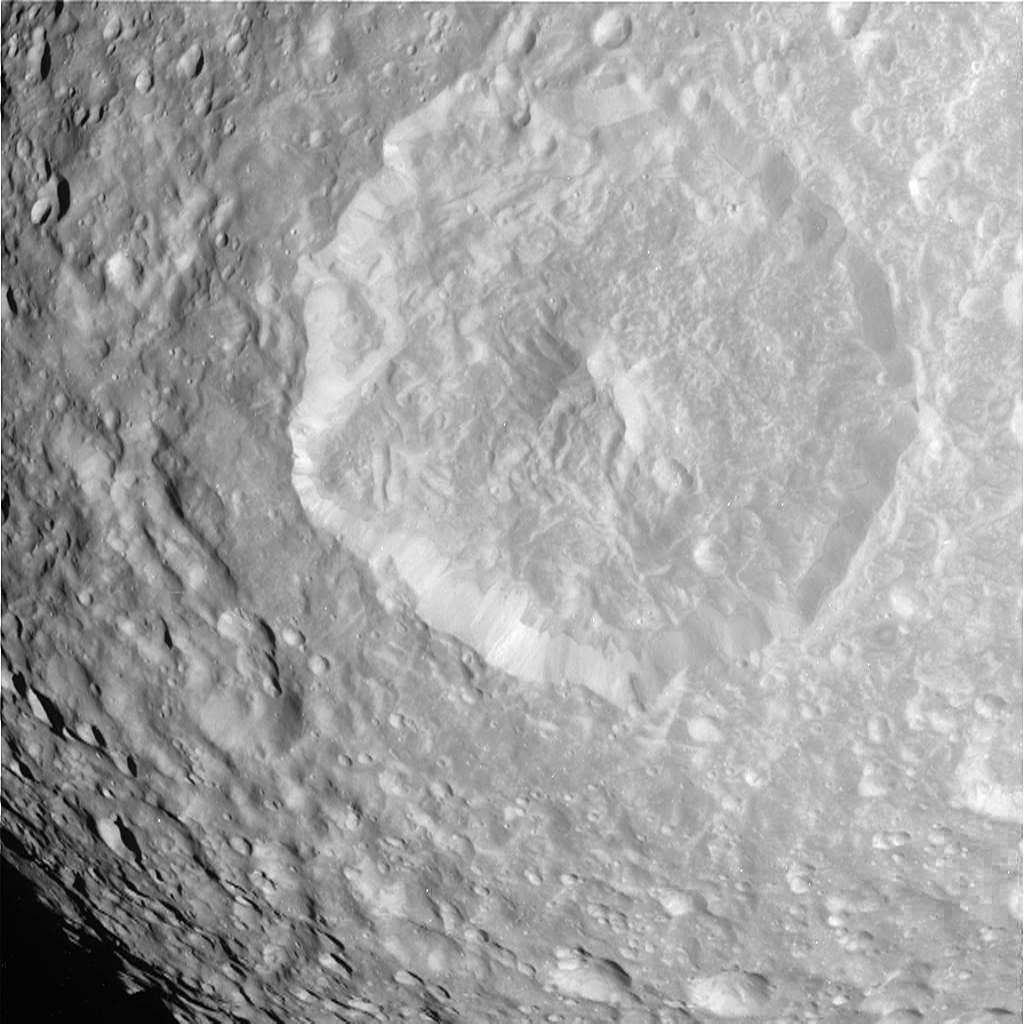
Nahaufnahme des Kraters Herschel am 13. Februar 2010 aus 35.000 km Entfernung

Die Oberfläche von Mimas zeigt sich außergewöhnlich stark verkratert und er gehört neben Rhea oder dem Jupitermond Kallisto zu den am stärksten verkraterten Objekten im Sonnensystem. Durch die Nähe zu Saturn hatte er in seiner Geschichte womöglich eine um ein Mehrfaches höhere Einschlagsrate als die weiter außen liegenden Monde wie zum Beispiel Rhea. Es wird angenommen, dass Mimas sogar noch stärker verkratert sein müsste, doch durch seine Nähe zum Planeten war er wärmer und dadurch auch weicher, wodurch ältere Krater über längere Zeiträume verblassten und durch jüngere Einschläge ausgelöscht oder überlagert wurden. Die Kraterdichte liegt bei der Sättigung, was bedeutet, dass neuere Krater nur durch die Zerstörung älterer Krater entstehen können und die Anzahl der Krater dadurch nahezu konstant bleibt.
Die Oberfläche weist zahlreiche kleinere Krater auf, von denen keiner annähernd die Größe des Herschel-Kraters erreicht. Der größte Teil der Oberfläche ist mit Kratern übersät, die größer als 40 km sind, doch der Grad der Verkraterung ist nicht einheitlich. In der Südpolregion sind keine Krater zu finden, die größer als 20 km sind. Offensichtlich fanden hier spätere geologische Prozesse statt, die zur Rückbildung der Krater führten, wie etwa eine Aufschmelzung oder kryovulkanische Prozesse, was interessanterweise eine Analogie zu Enceladus bedeuten könnte.

#### Krater Herschel
Der Durchmesser von Krater Herschel entspricht fast einem Drittel von  Mimas’ Durchmesser und etwa 10 % des äquatorialen Gesamtumfangs. Der Krater befindet sich auf der führenden Hemisphäre und liegt mit dem Zentrum seines Zentralbergs fast exakt auf dem Äquator. Der Kraterwall ist fast 5 km hoch, der Boden liegt teilweise 10 km unter dem umgebenden Gelände und der Zentralberg erhebt sich etwa 6 km über den Boden. Neuere Analysen ergaben, dass der Zentralberg sogar bis zu 11 km über die Umgebung herausragen könnte, was ihn zu einem der größten Zentralberge im Sonnensystem machen würde. Die Wucht des Impakts, die diesen Krater entstehen ließ, muss so groß gewesen sein, dass es den Mond beinahe völlig zerrissen hätte. Ein entsprechend großer Krater auf der Erde hätte einen Durchmesser von etwa 4.000 km und 200 km hohe Kraterwände, der Zentralberg wäre zwischen 170 und 300 km hoch. Herschel ist relativ zum Mutterkörper der größte Krater eines sich im hydrostatischen Gleichgewicht befindlichen Körpers im Sonnensystem.
Auf der gegenüberliegenden Seite von Mimas sind Gebiete mit Brüchen und Verwerfungen zu erkennen, die wahrscheinlich von den dort zusammenlaufenden seismischen Schockwellen des Einschlags verursacht wurden (siehe unten). Er ist auch mutmaßlich die Quelle der leichten Farb- und großen Temperaturunterschiede der Mimasoberfläche.
Das von dem großen Krater geprägte charakteristische Aussehen des Mondes brachte ihm den Spitznamen „Todesstern“ (englisch „Death Star“) ein wegen seiner Ähnlichkeit mit den ebenso genannten Raumstationen aus mehreren Star-Wars-Filmen. Da der erste Film drei Jahre vor der Entdeckung des Kraters gemacht wurde, kann Mimas dafür nicht als Vorlage gedient haben.

#### Liste der benannten Krater auf Mimas
Die 35 bislang benannten Krater auf Mimas sind mit Ausnahme von Herschel alle nach Figuren aus der Artussage benannt, wobei die Schreibung der Namen sich an der englischen Übersetzung von Thomas Malorys Le Morte Darthur von Keith Baines orientiert.
| Name      | Durchmesser (km) | Koordinaten                         | Namensherkunft                                                              |
| --------- | ---------------- | ----------------------------------- | --------------------------------------------------------------------------- |
| Herschel  | 139,0            | 18,14°S 090,91°E / 21,50°N 131,10°E | William Herschel, britischer Astronom (1738–1822)                           |
| Arthur    | 064,0            | 26,37°S 186,08°E / 44,70°S 204,72°E | Artus, König und Hauptfigur der (Artussage)                                 |
| Accolon   | 048,0            | 63,35°S 173,65°E / 77,87°S 197,76°E | Accolon, Freund von Artus (Artussage)                                       |
| Morgan    | 043,0            | 30,78°S 238,74°E / 18,51°S 251,55°E | Morgan, Halbschwester von Artus (Artussage)                                 |
| Gwynevere | 042,0            | 11,35°S 318,68°E / 23,50°S 328,98°E | Guinevere, Frau von Artus und Lancelots Geliebte (Artussage)                |
| Lucas     | 040,0            | 46,24°N 212,19°E / 35,94°N 227,11°E | Sir Lucan, Bediensteter von Artus (Artussage)                               |
| Melyodas  | 040,0            | 67,10°S 056,43°E / 80,35°S 095,43°E | Meliodas, König von Lyonesse (Artussage)                                    |
| Igraine   | 039,0            | 36,67°S 224,19°E / 46,94°S 237,96°E | Igraine, Mutter von Artus (Artussage)                                       |
| Ban       | 037,0            | 48,68°N 155,04°E / 38,36°N 166,59°E | Ban, König von Benwick, Vater von Lancelot (Artussage)                      |
| Merlin    | 037,0            | 32,24°S 212,74°E / 42,43°S 225,50°E | Merlin, Zauberer und Mentor von Artus (Artussage)                           |
| Pellinore | 036,0            | 35,26°N 129,81°E / 25,14°N 139,80°E | Pellinore, König bei der Tafelrunde (Artussage)                             |
| Balin     | 035,0            | 20,56°N 078,33°E / 09,51°N 088,30°E | Sir Balin, Ritter (Artussage)                                               |
| Dynas     | 035,0            | 07,60°N 074,56°E / 03,86°S 086,56°E | Dinadan, Ritter der Tafelrunde (Artussage)                                  |
| Bors      | 034,0            | 46,85°N 166,87°E / 38,22°N 177,13°E | Bors, König in Gallien, Ritter der Tafelrunde (Artussage)                   |
| Galahad   | 034,0            | 40,42°S 138,63°E / 50,42°S 152,63°E | Galahad, Gralsritter der Tafelrunde (Artussage)                             |
| Marhaus   | 034,0            | 03,73°S 04,68°E / 13,37°S 355,44°E  | Marhaus / Morholt, Vergifter von Tristram (Artussage)                       |
| Uther     | 034,0            | 29,91°S 243,04°E / 39,76°S 255,38°E | Uther Pendragon, Vater von Artus (Artussage)                                |
| Launcelot | 030,0            | 05,10°S 324,00°E / 14,30°S 332,81°E | Lancelot, Artus' Liebling und Guineveres Geliebter (Artussage)              |
| Dagonet   | 028,0            | 51,81°N 255,75°E / 43,74°N 266,70°E | Sir Dagonet, Hofnarr an Artus' Hof (Artussage)                              |
| Gawain    | 027,0            | 53,83°S 253,00°E / 61,68°S 267,61°E | Gawain, König Artus' Lieblingscousin (Artussage)                            |
| Modred    | 026,0            | 07,88°N 215,86°E / 00,57°N 223,65°E | Mordred, König Artus' Sohn und Todfeind (Artussage)                         |
| Bedivere  | 025,0            | 13,21°N 145,72°E / 05,09°N 153,66°E | Sir Bedivere, Ritter von Artus (Artussage)                                  |
| Kay       | 024,0            | 49,02°N 115,86°E / 41,21°N 124,35°E | Sir Keie, wichtiger Ritter der Tafelrunde (Artussage)                       |
| Gaheris   | 023,0            | 41,59°S 294,19°E / 47,78°S 302,76°E | Sir Gaheris, Ritter von Artus und Sohn von König Lot von Orkney (Artussage) |
| Gareth    | 023,0            | 39,51°S 283,81°E / 46,23°S 291,93°E | Gareth, Ritter der Tafelrunde, Sohn von König Lot (Artussage)               |
| Royns     | 022,1            | 35,68°N 343,61°E / 29,15°N 350,58°E | Rience, König des Westens, Feind von Arthur (Artussage)                     |
| Lot       | 022,0            | 27,76°S 228,35°E / 34,40°S 235,40°E | Lot, Führer der rebellierenden Könige (Artussage)                           |
| Nero      | 022,0            | 03,10°N 304,04°E / 03,58°S 310,43°E | Nero, König des Westens, Feind von Arthur (Artussage)                       |
| Elaine    | 021,0            | 49,39°N 103,55°E / 43,28°N 110,68°E | Elaine, eine von mehreren Figuren (Artussage)                               |
| Iseult    | 021,0            | 44,38°S 029,67°E / 49,32°S 038,00°E | Iseult, Geliebte von Tristram (Artussage)                                   |
| Mark      | 020,8            | 23,73°S 304,89°E / 28,48°S 311,66°E | Mark, König von Cornwall (Artussage)                                        |
| Lamerok   | 020,0            | 58,90°S 283,40°E / 64,62°S 294,77°E | Lamerok, Sohn von König Pellinore (Artussage)                               |
| Percivale | 020,0            | 00,77°N 175,87°E / 06,40°S 181,76°E | Parzival, Finder des Grals, Ritter der Tafelrunde (Artussage)               |
| Tristram  | 020,0            | 52,32°S 026,00°E                    | Tristam, Retter von Iseult, Ritter der Tafelrunde (Artussage)               |
| Palomides | 010,0            | 04,70°N 160,33°E / 01,72°N 163,02°E | Palomides, sarazenischer Feind von Tristram (Artussage)                     |

#### Chasmata und Catena
Die Chasmata (Einzahl Chasma) auf Mimas sind nach verbreiteter Meinung der meisten Wissenschaftler durch den Einschlag, der den Krater Herschel formte, entstanden. Sie stellen Canyons oder Grabenbrüche dar, die sich bis zu 150 km (Camelot Chasma und Pangea Chasma) über die verkraterte Oberfläche erstrecken und mehrheitlich in der Nähe des Kraters Herschel und auf der gegenüberliegenden Hemisphäre anzutreffen sind.
Die sieben 1982 benannten Chasmata auf Mimas sind nach Orten aus der griechischen Mythologie und der Artussage benannt. Am 13. Juli 2007 wurde Tintagil Chasma in Tintagil Catena umbenannt, da diese Struktur (Mehrzahl Catenae) auf den besser aufgelösten neueren Cassini-Aufnahmen als eine mögliche lineare Kette von Einschlagskratern erkannt wurde. Tintagil Catena kann durch Auswurfmaterial eines nahe gelegenen Kraters oder durch Einschläge von Fragmenten eines zerbrochenen Körpers – in der Art des Einschlags von Shoemaker-Levy 9 auf Jupiter – entstanden sein. Es ist allerdings auch möglich, dass es sich um Senken handelt, die durch nachgebenden Untergrund entstanden sind.
| Name            | Länge (km) | Koordinaten                         | Namensherkunft                                                 |
| --------------- | ---------- | ----------------------------------- | -------------------------------------------------------------- |
| Camelot Chasma  | 150,0      | 23,5°S 4,4°E / 54,0°S 39,65°E       | Camelot, Hof des Artus (Artussage)                             |
| Pangea Chasma   | 150,0      | 13,74°S 132,0°E / 44,7°S 163,0°E    | Pangaea, Ort in der Titanomachie (Griechische Mythologie)      |
| Avalon Chasma   | 120,0      | 47,0°S 321,21°E / 23,0°S 357,33°E   | Avalon, Mystisches Paradies (Artussage)                        |
| Oeta Chasma     | 110,0      | 35,0°S 111,4°E / 8,0°S 132,0°E      | Oeta, Berg in der Titanomachie (Griechische Mythologie)        |
| Pelion Chasma   | 100,0      | 22,7°S 233,42°E / 25,8°S 266,83°E   | Pelion, Berg in der Titanomachie (Griechische Mythologie)      |
| Ossa Chasma     | 095,0      | 18,25°S 290,18°E / 27,81°S 318,37°E | Ossa, Berg in der Titanomachie (Griechische Mythologie)        |
| Tintagil Catena | 055,0      | 47,39°S 201,82°E / 55,21°S 223,37°E | Tintagel Castle, Heimat von Arthus' Mutter Igraine (Artussage) |

## Erforschung

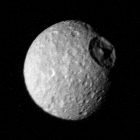
Beste Voyager-1-Aufnahme (12. November 1980, Entfernung 425.000 km)

Mimas weist eine scheinbare Helligkeit von 12,8m auf. Seit der Entdeckung 1789 wurde Mimas von erdgebundenen Teleskopen sowie später vom Hubble-Weltraumteleskop untersucht und seine Bahnparameter konnten dadurch präzisiert werden. Um ihn zu beobachten, benötigt man ein größeres Teleskop.
Mimas wurde bislang von vier Raumsonden besucht, namentlich von den Vorbeiflugsonden Pioneer 11 am 1. September 1979, Voyager 1 am 12. November 1980, die einige relativ gut aufgelöste Bilder machen konnte und Voyager 2 am 25. August 1981 aus Distanz. Der größte Durchbruch in der Erforschung von Mimas gelang mit dem Saturn-Orbiter Cassini, der den Saturn vom 1. Juli 2004 bis zum 15. Oktober 2017 umkreiste. Mimas wurde von Cassini immer wieder ins Visier genommen, sodass seine Oberfläche und Form sowie seine orbitalen Parameter mittlerweile ziemlich genau bekannt sind, obschon die meisten Vorbeiflüge von Cassini in einiger Entfernung stattfanden. Die mondnächste Annäherung ereignete sich während des 126. Umlaufes um den Saturn am 13. Februar 2010.
| Sonde      | Datum             | Distanz (km) | Anmerkung                         |
| ---------- | ----------------- | ------------ | --------------------------------- |
| Pioneer 11 | 1. September 1979 | 104.263      |                                   |
| Voyager 1  | 12. November 1980 | 088.440      |                                   |
| Voyager 2  | 25. August 1981   | 309.990      |                                   |
| Cassini    | 1. Juli 2004      | 076.659      | erster Vorbeiflug der Sonde       |
| Cassini    | 13. Februar 2010  | 009.526,4    | Vorbeiflug mit größter Annäherung |
| Cassini    | 2004–2017         |              | über 20 weitere Vorbeiflüge       |